# Timothy Bottoms

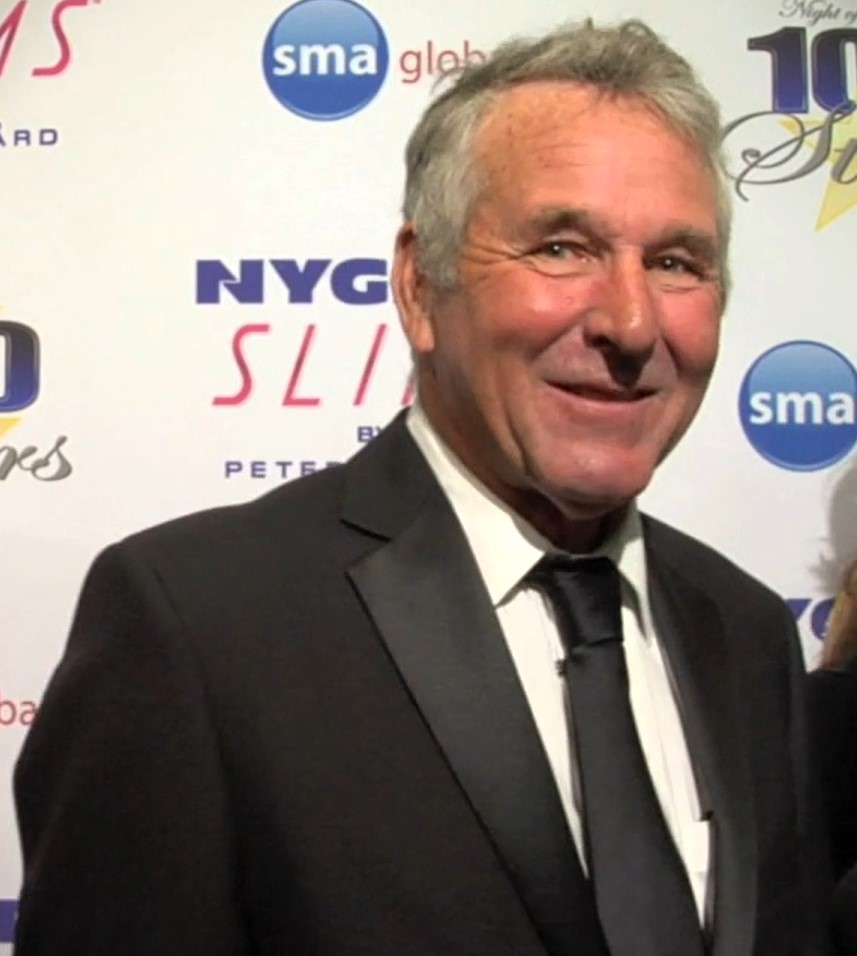
Timothy Bottoms

Timothy James Bottoms (Santa Barbara, Califórnia,30 de agosto de 1951) é um ator e produtor norte-americano.
Tornou-se conhecido mundialmente com o filme The Last Picture Show. Era irmão do falecido ator Sam Bottoms, que também atuou no mesmo filme

## Filmografia parcial
- Johnny Got His Gun - Johnny Vai à Guerra (1971)
- The Last Picture Show - A Última Sessão de Cinema (1971)
- Love and Pain and the Whole Damn Thing - Amor e Dor (1973)
- The Paper Chase - O Homem Que Eu Escolhi (1973)
- Operation Daybreak - Alvorada Sangrenta (1975)
- The Other Side of The Mountain Part 2 - Uma Janela Para o Céu 2 (1978)
- Texasville (1990)